# Статер

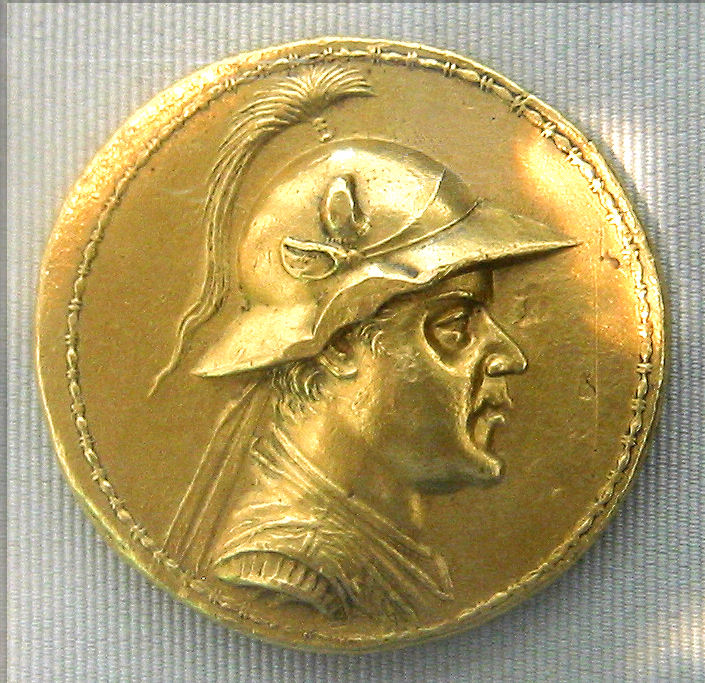
Золотая монета в 20 статеров эллинистического царя Бактрии Эвкратида I (около 171 — 145 до н. э.), весом в 169,2 г и диаметром 58 мм. Самая крупная монета, отчеканенная в античности. Кабинет медалей, Париж.

Ста́тер (устар. статёр, стати́р; от др.-греч. στᾰτήρ, στᾰτῆρος) — античная монета, имевшая хождение в Древней Греции и Лидии в период примерно с начала V века до н. э. до середины I века н. э., также имела большое значение для кельтских племён.
С V века до н. э. более ходовыми монетами стали тетрадрахмы и драхмы.
Первоначально название использовалось в Афинах для монет, равных по ценности тетрадрахме (четырём драхмам), хотя впоследствии в других местах статером называли и дидрахму (монету в две драхмы).
Существовал также золотой статер, однако чеканили его лишь в некоторых местах. Его ценность находилась, в зависимости от конкретных обстоятельств, в диапазоне от 20 до 28 драхм, в Афинах, например — 20 драхм. Причина такого соотношения заключалась в том, что вес золотого статера был равен приблизительно 8,5 граммам, то есть весу двух серебряных драхм, в то время как соотношение стоимости серебра к золоту, после некоторых колебаний, установилась как десять к одному. Наиболее известны из золотых статеров: кизикины из малоазийского города Кизик ценой в 28 драхм; золотые статеры, отчеканенные в Галлии — галльские вожди воспроизвели их по образцу монет, созданных при Филиппе II Македонском в Македонии, и принесённых на запад наёмниками, служившими в армии самого Филиппа, Александра Македонского или в армиях преемников последнего.

## Номиналы и фракции
- Золотой двойной статер (др.-греч. χρυσοῦς διπλός στᾰτήρ) — электровая или золотая монета; равнялся 2 золотым статерам.
- Золотой статер (др.-греч. χρυσοῦς στᾰτήρ) — электровая или золотая монета; равнялся 10 серебряным статерам.
- Статер (др.-греч. στᾰτήρ) — серебряная монета, составлявшая 1/50 мины (μνᾶ); статеры, чеканенные в Великой Греции (Μεγάλη Ελλάς), носили название «номос» (νόμος). В различных монетных стопах равнялся 2-3 драхмам (δραχμή), 1 дидрахме (δίδραχμον), 10 литрам (λίτρα), 12 оболам (οβολός), 120 унциям (ονκιον).
- Гемистатер (др.-греч. ἡμιστᾰτήρ; от ἡμι- приставка со значением: «полу-, наполовину» + στᾰτήρ «статир») — монета, равная 1/2 статера.
- Трите (др.-греч. τρίτη «треть») — монета, равная 1/3 статера.
- Тетарте (др.-греч. τέταρτη «четверть») — монета, равная 1/4 статера.
- Гекта (др.-греч. ἡκτη «шестая <часть>») — монета, равная 1/6 статера.
- Гемитетарте (др.-греч. ἡμιτέταρτη; от ἡμι- «полу-, наполовину» + τέταρτη «четверть») — монета, равная 1/8 статера.
- Гемигекта (др.-греч. ἡμιέκτη; от ἡμι- «полу-, наполовину» + ἕκτος «шестая») — монета, равная 1/12 статера.
- Мисгемитетарте (др.-греч. μυσημιτέταρτη; от μῦς «мышь» + гемитетарте) — монета, равная 1/16 статера.
- Мисгемигекта (др.-греч. μυσημιέκτη; от μῦς «мышь» + гемигекта) — монета, равная 1/24 статера.

## Монетные стопы
- Милетская — золотой статер (др.-греч. χρυσοῦς στᾰτήρ) весом 14,55 г электрума;
- Самосская — двойной золотой статер (др.-греч. χρυσοῦς διπλός στᾰτήρ) весом 17,46 г электрума, золотой статер (др.-греч. χρυσοῦς στᾰτήρ) весом 8,73 г электрума;
- Фокейская (кизикинская) — двойной золотой статер (др.-греч. χρυσοῦς διπλός στᾰτήρ) весом 16,37 г электрума;
- Эфесская — золотой статер (др.-греч. χρυσοῦς στᾰτήρ) весом 6,37 г электрума;
- Эгинская — серебряный статер весом 12,12 г серебра.

## Чудо о статире

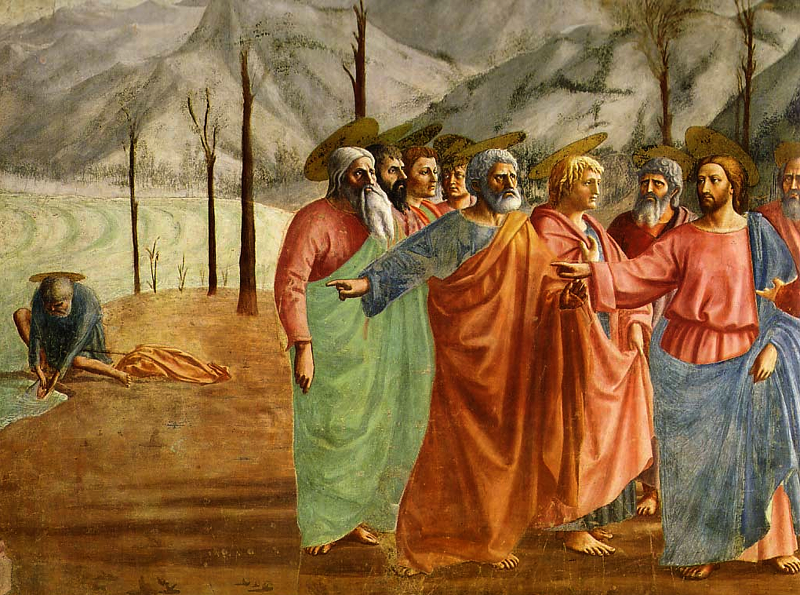
Мазаччо, «Чудо со статиром»

Евангелие от Матфея (17:24—27) описало одно из чудес Иисуса Христа, связанное со статиром. Однажды к апостолу Петру обратился сборщик подати на Иерусалимский Храм и задал вопрос «Учитель ваш не даст ли дидрахмы?». Пётр  сказал: да. Когда  вошел он в дом, то Иисус, предупредив его, сказал: как тебе кажется, Симон? Он рассказал ему о просьбе сборщика подати и услышал от Христа вопрос: «Симон? цари земные с кого берут пошлины или подати? с сынов ли своих, или с посторонних? Пётр говорит Ему: с посторонних. Иисус сказал ему: итак сыны свободны». Но чтобы не соблазнить никого своим поведением Иисус повелел Петру пойти к морю и сказал «первую рыбу, которая попадётся, возьми, и, открыв у ней рот, найдёшь статир; возьми его и отдай им за Меня и за себя».